# Лорънс (окръг, Мисури)
Вижте пояснителната страница за други значения на Лорънс.
Окръг Лорънс (на английски: Lawrence County) е окръг в щата Мисури, Съединени американски щати. Площта му е 1588 km², а населението - 35 204 души (2000). Административен център е град Маунт Върнън.